# Atarneus
Atarneus (altgriechisch Άταρνεύς) war eine antike Stadt in der kleinasiatischen Landschaft Aiolis. Es liegt gegenüber der Insel Lesbos nordöstlich vom heutigen Dikili.
Seine größte Bedeutung hatte der Ort im 4. Jahrhundert v. Chr. als er dem Hermeias als Residenzstadt diente, der von hier das Gebiet zwischen Atarneus und Assos regierte. Bei ihm lebte Aristoteles vermutlich von 347 bis 345 v. Chr. als Gastfreund.